# Dambine
Dambine, polnisch Dębina ist ein Ort in der Gemeinde Zülz (Biała) im Powiat Prudnicki der Woiwodschaft Opole in Polen.

## Geographie
Das Straßendorf Dambine liegt im Süden der Region Oberschlesien. Der Ort liegt etwa sieben Kilometer nordöstlich von Zülz, 17 Kilometer nordöstlich von Prudnik und 30 Kilometer südlich von Opole in der Schlesischen Tiefebene. Durch den Ort verlaufen die Droga wojewódzka 409 und die Droga wojewódzka 414. Dambine liegt an der stillgelegten Bahnstrecke der Neustadt-Gogoliner Eisenbahn.
Nachbarorte von Dambine sind im Westen Mokrau (Mokra), im Nordwesten Lonschnik (Łącznik), im Nordosten Legelsdorf (Ogiernicze), im Osten Moschen (Moszna), im Südosten Neudorf (Nowa Wieś Prudnicka) und im Südwesten Krobusch (Krobusz) und Ziabnik (Żabnik).

## Geschichte

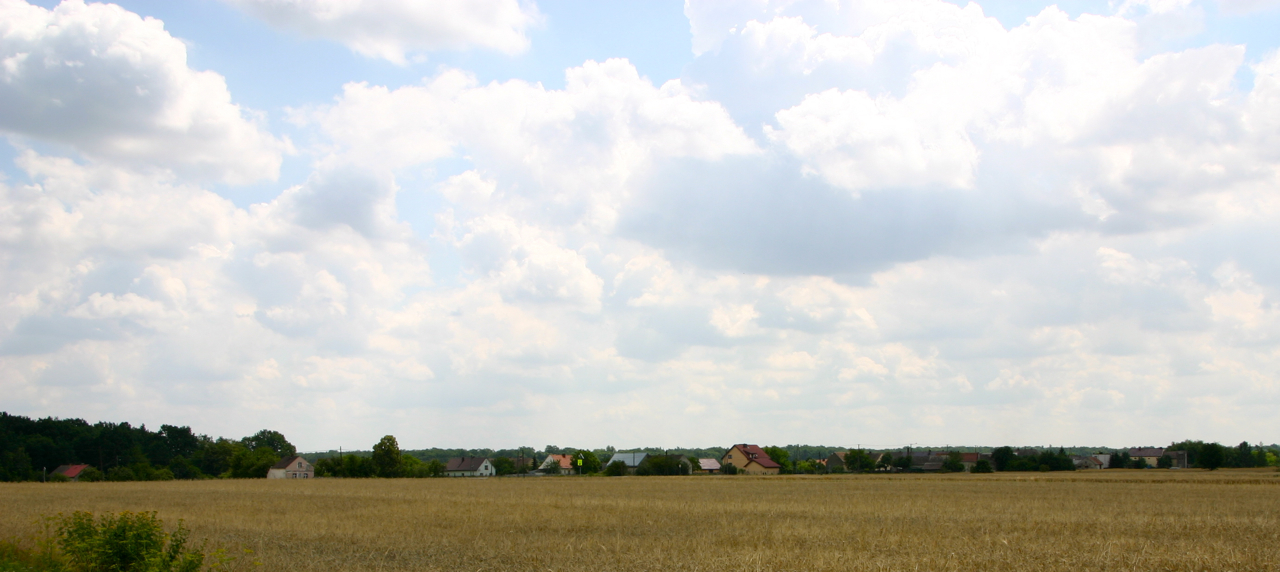
Blick auf Dambine

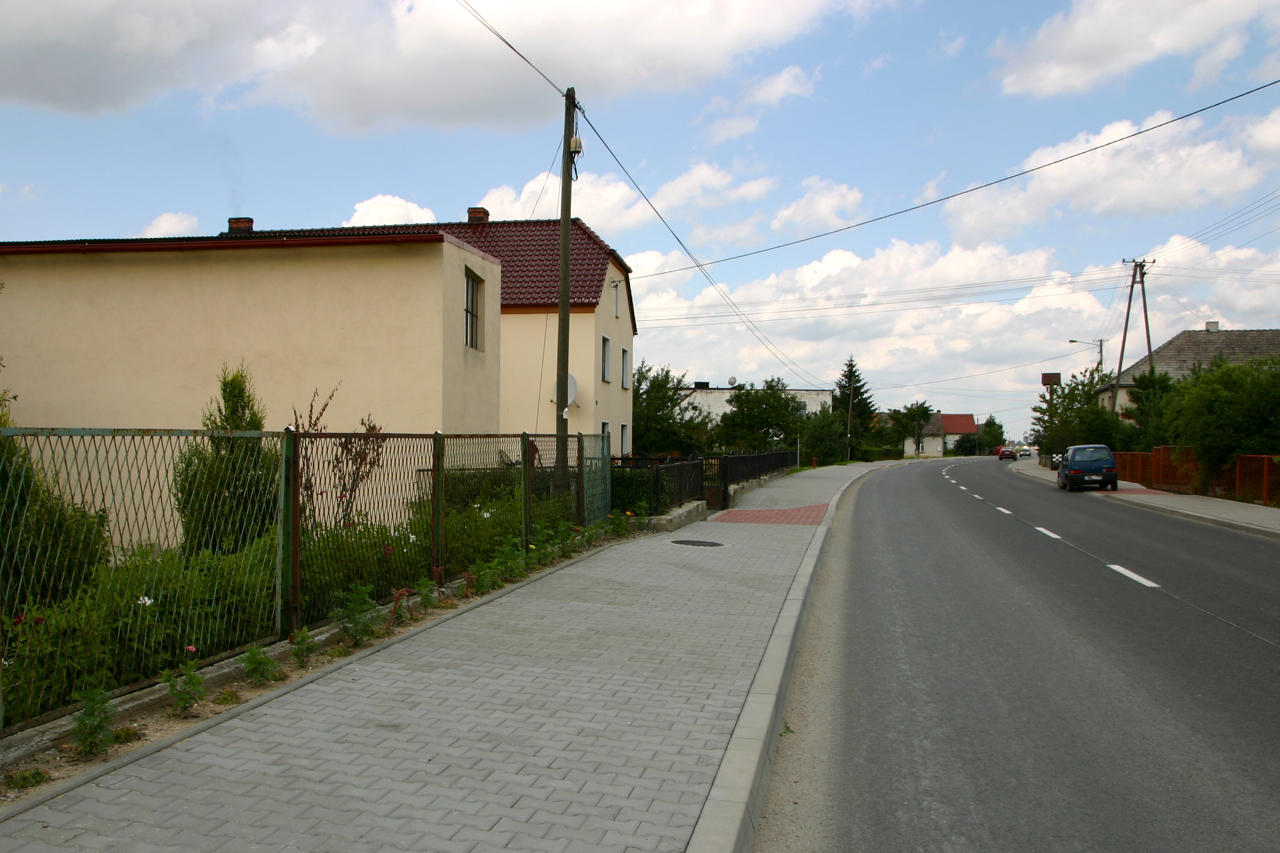
Ortsbild

Der Ort entstand um 1760 und wurde 1784 erstmals urkundlich erwähnt.
Nach der Neugliederung der Provinz Schlesien gehörte Dambine ab 1816 zum Landkreis Neustadt O.S., mit dem es bis 1945 verbunden blieb. 1845 gehörte Dambine als Kolonie zur Landgemeinde Lonschnik. 1874 wurde der Amtsbezirk Chrzelitz I gebildet, dem die Landgemeinden Brzesnitz, Chrzelitz, Legelsdorf, Loncznik mit Dambine und Pogorz sowie die Gutsbezirke Brzesnitz Vorwerk, Fronzke und Chrzelitz eingegliedert wurden. 1885 zählte Bresnitz 396 Einwohner. 1936 wurde Dambine in Klein Eichen umbenannt.
Als Folge des Zweiten Weltkriegs fiel Dambine 1945 mit dem größten Teil Schlesiens unter polnische Verwaltung. Nachfolgend wurde es in Dębina umbenannt und der Woiwodschaft Schlesien angeschlossen. 1950 wurde es der Woiwodschaft Opole eingegliedert, seit 1999 gehört er zum Powiat Prudnicki. Am 6. März 2006 wurde in der Gemeinde Zülz, der Dambine angehört, Deutsch als zweite Amtssprache eingeführt. Am 24. November 2008 erhielt Dębina zusätzlich den amtlichen deutschen Ortsnamen Dambine.

## Sehenswürdigkeiten
- Skulptur Josephs mit Christuskind
- Glockenstuhl aus dem 19. Jahrhundert
- Bahnhofsgebäude aus dem Jahr 1896